# Trigonometopus canus
Trigonometopus canus är en tvåvingeart som beskrevs av Meijere 1916. Trigonometopus canus ingår i släktet Trigonometopus och familjen lövflugor. Inga underarter finns listade i Catalogue of Life.